# Benjamin A. Willis

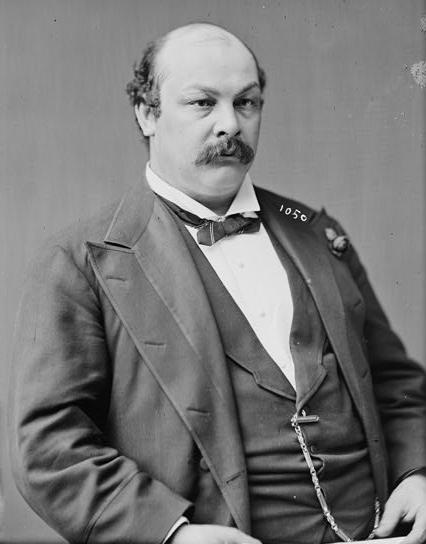
Benjamin A. Willis

Benjamin Albertson Willis (* 24. März 1840 in Roslyn, New York; † 14. Oktober 1886 in New York City) war ein US-amerikanischer Jurist, Offizier und Politiker. Zwischen 1875 und 1879 vertrat er den Bundesstaat New York im US-Repräsentantenhaus.

## Werdegang
Benjamin Albertson Willis wurde ungefähr sechs Jahre vor dem Ausbruch des Mexikanisch-Amerikanischen Krieges in Roslyn geboren. 1861 graduierte er am Union College in Schenectady. Er studierte Jura. Seine Zulassung als Anwalt erhielt er 1862 und begann dann in New York City zu praktizieren.
Während des Bürgerkrieges verpflichtete er sich in der Unionsarmee. Er erhielt am 22. August 1862 ein Offizierspatent zum Captain und diente in der Kompanie H der 119. New York Volunteer Infantry. Am 25. März 1863 wurde er zum Major befördert. Er nahm am 9. März 1864 seinen Abschied. Zu jenem Zeitpunkt hatte er als Colonel das Kommando über das 12. Regiment der New York Volunteer Infantry. Als Folge einer verringerten Stärke der Einheit konnte er sein Kommando als Colonel nicht antreten und reichte am 23. Januar 1864 seinen Rücktritt ein.
Danach ging er wieder seiner Tätigkeit als Anwalt nach. Zwischen 1872 und 1878 saß er in der New York State Assembly. Politisch gehörte er der Demokratischen Partei an. Bei den Kongresswahlen des Jahres 1874 für den 44. Kongress wurde Willis im elften Wahlbezirk von New York in das US-Repräsentantenhaus in Washington, D.C. gewählt, wo er am 4. März 1875 die Nachfolge von Clarkson Nott Potter antrat. Nach einer erfolgreichen Wahl erlitt er im Jahr 1878 eine Niederlage und schied nach dem 3. März 1879 aus dem Kongress aus. Als Kongressabgeordneter hatte er den Vorsitz über das Committee on Expenditures im Marineministerium (45. Kongress).
Nach seiner Kongresszeit ging er wieder seiner Tätigkeit als Anwalt nach, verfolgte aber auch Immobiliengeschäfte. Er verstarb am 14. Oktober 1886 in New York City und wurde dann auf dem Friends Cemetery in Westbury beigesetzt. Seine sterblichen Überreste wurden später auf den Woodlawn Cemetery umgebettet.